# گایکی (استان پودلاسکی)
گایکی (به لهستانی:  Gajki) یک روستا در لهستان است که در گمینا چرمخا واقع شده‌است.